# Paul Kruger
Stephanus Johannes Paulus Kruger (Bulhoek, 10 de octubre de 1825-Clarens, Suiza, 14 de julio de 1904), más conocido como Paul Kruger y cariñosamente llamado Oom Paul («Tío Paul» en afrikáans), fue un prominente líder de la resistencia bóer contra el Reino Unido y presidente de la República Sudafricana. De acuerdo con la leyenda, fue llamado Mamelodi'a Tshwane («silbador del río Apies» en tswana) por los habitantes del Tshwane debido a su habilidad para silbar e imitar los gorjeos de los pájaros.

## Juventud
Nació en una familia de descendientes prusianos en la granja de su abuelo en el distrito Steynsburg, y creció en la granja Vaalbank. Sus padres fueron Casper Jan Hendrik Kruger y Elsie Fransina Steyn. Recibió educación formal solo durante tres meses, pero llegó a estar bien informado a partir de su vida en la pradera (veld). Su padre se unió al partido emigrante (trek) de Hendrik Potgieter cuando el Gran Trek comenzó en 1836.
Los voortrekkers cruzaron el río Vaal en 1838, y primeramente permanecieron en la zona que es actualmente conocida como Potchefstroom. El padre de Kruger más tarde decidió asentarse en el distrito hoy conocido como Rustenburg. A la edad de 16 años, se le dio a Kruger el derecho de escoger una granja para sí mismo al pie del Magaliesberg, donde se estableció en 1841.
Al año siguiente se casó con Maria du Plessis, y la joven pareja acompañó durante un tiempo a su padre a vivir en el Transvaal oriental. Luego la familia retornó a Rustenburg, donde la mujer de Kruger y su bebé murieron, probablemente de malaria. Se casó entonces con Gezina du Plessis, una prima de su primera esposa, quien fue su constante y devota compañía hasta su muerte en 1901. Nacieron de este matrimonio siete mujeres y nueve varones, algunos muertos en su infancia.

## Liderazgo

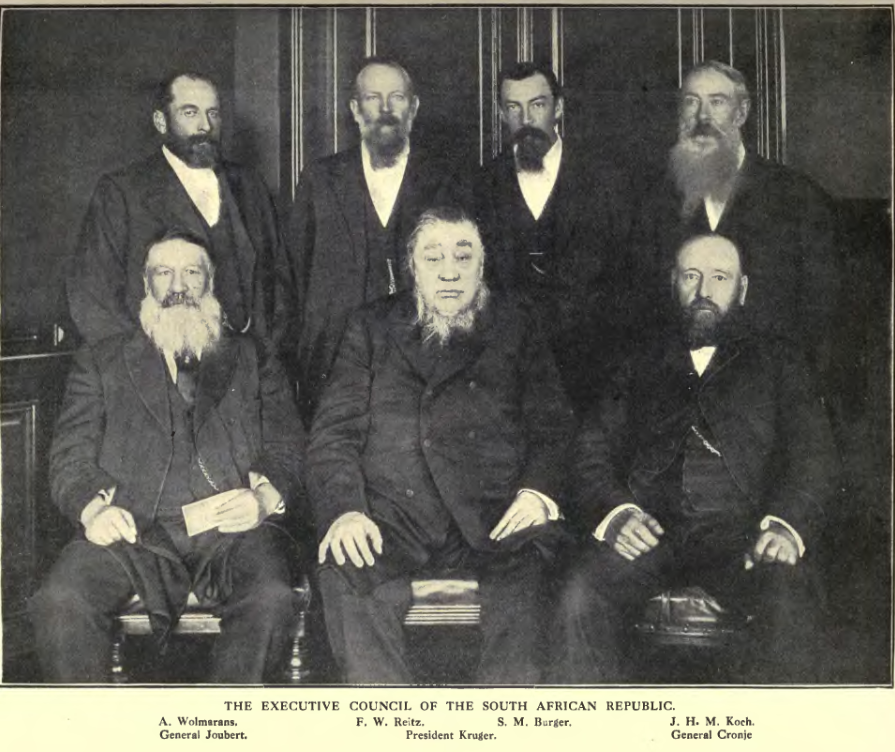
El Gobierno de la República Sudafricana. Kruger, en el centro.

Con la firma del Tratado del Río Sand en 1852, se establecieron las repúblicas independientes del Estado Libre de Orange y de la República de Transvaal, y Kruger no tardó en emerger como un líder natural en esta última; en 1845 acompañó a Andries Pretorius (por el cual sentía una profunda admiración) en una expedición diplomática a Mozambique y en 1852 fue obtuvo el puesto de corneta de campo, convirtiéndose posteriormente en comandante general de la República de Transvaal. Fue designado miembro de la comisión del Volksraad, el parlamento republicano, que elaboró una constitución en 1857. La gente comenzó a oír de este joven y él jugó un papel prominente en el final de la guerra entre el líder de Transvaal, Stephanus Schoeman, y M.W. Pretorius.
Durante la siguiente década bajo la presidencia de Willem Cornelis Janse van Rensburg, el prestigio de Paul Kruger fue en aumento con exitosas campañas contra Moshoeshoe I y comandos bóeres que no reconocían el poder estatal de Transvaal. También fue por entonces cuando una grave lesión en la pierna izquierda  le dejó esta ligeramente más corta que la derecha.
En 1873, Kruger renunció como comandante general y durante un tiempo no tuvo cargos oficiales, retirándose a su granja, Boekenhoutfontein. Sin embargo, en 1874 fue elegido para el Consejo Ejecutivo y poco tiempo después llegó a ser vicepresidente del Transvaal.
En 1877, aprovechando la crítica situación militar y financiera en la que se había enfrascado Transvaal, el secretario inglés de colonias lord Carnarvon impulsó su proyecto de confederación y anexipnó Transvaal Con posterioridad a la anexión del Transvaal por los británicos en 1877, Kruger se convirtió en líder del movimiento de la resistencia junto a M.W. Pretorius y Piet Jacobus Joubert. Durante el mismo año, salió de Sudáfrica y visitó el Reino Unido por primera vez como jefe de una delegación. En 1878, formó parte de una segunda delegación. La frialdad y poca voluntad conciliadora de los ingleses le convenció de que no había otro camino que el de la resistencia armada
La primera Guerra de los Bóeres, también conocida como "Guerra de la Independencia", comenzó el 17 de diciembre de 1880 con el levantamiento de los bóeres contra el dominio británico. El mando británico pronto resultó incompetente ante el hostil medio y tácticas de la sabana, y sus fuerzas fueron derrotadas decisivamente en la batalla de Majuba el 27 de febrero de 1881. De nuevo, Kruger jugó un importante papel en las negociaciones con los británicos, que condujeron a la restauración de la independencia del Transvaal bajo la supervisión británica.
El 30 de diciembre de 1880, a la edad de 55 años, Kruger fue elegido Presidente del Transvaal. Uno de sus primeros objetivos fue la revisión de la Convención de Pretoria de 1881, el acuerdo entre los bóeres y los británicos que puso fin a la primera guerra de los bóeres. Por tanto, viajó nuevamente al Reino Unido en 1883, facultado para negociar con Lord Derby. Kruger y sus acompañantes también visitaron el Continente y su visita se convirtió en un triunfo en países tales como Alemania, Bélgica, los Países Bajos, Francia y España. En Alemania, asistió a una banquete imperial en el que fue presentado al káiser (emperador alemán), Guillermo I, y conversó largamente con Otto von Bismarck, que dijo lo siguiente :

Cavour fue más fino, más sutil y mejor dotado que yo de condiciones diplomáticas; pero hay un hombre más fuerte, más elevado, más astuto que Cavour y que yo, y este hombre es el presidente Kruger.

Kruger no tiene como yo un ejército poderoso detrás de sí y un formidable imperio para sostenerlo. Él esta solo, con un pequeño pueblo agricultor y soldado, y con su solo genio será capaz de darnos ciento y raya a todos nosotros.

En el Transvaal, la recién obtenida paz fue trasticada rápidamente después del descubrimiento de enormes y muy ricas vetas de oro en el Witwatersrand en 1886. Este trascendental descubrimiento iba a tener repercusiones políticas de gran alcance y dar ocasión de encumbrarse a los uitlanders o extranjeros, problema que iba a causar finalmente la caída de la República. Estos uitlanders plantaban un problema político a la República pues no poseían derechos políticos pero afluían en masa y abarrotaban ciudades como Johannesburgo, la cual explotó demográficamente durante estos años Se atribuye a Kruger haber predicho los acontecimientos que se iban a producir, declarando que en vez de alegrarse por el descubrimiento de oro, deberían llorar porque esto "hará que nuestra tierra sea empapada en sangre."
La presión inglesa estaba en aumento y, a finales de 1895 el empresario e imperialista británico Cecil Rhodes decidió tomarse el asunto con sus propias manos organizando el fallido Jameson Raid; su líder Jameson fue derrotado en las puertas de Pretoria y entregado a sus compatriotas británicos para su juicio.
En 1898, Kruger fue elegido Presidente por cuarta y última vez.

## Exilio
El 11 de octubre de 1899 estalló la Segunda Guerra Anglo-Bóer. El 7 de mayo del año siguiente, Kruger asistió a la última sesión del Volksraad, dejando Pretoria el 29 de mayo cuando Lord Roberts avanzaba sobre la ciudad. Durante semanas permaneció o en una casa en Waterval Onder o en su vagón de ferrocarril en Machadodorp en el Transvaal oriental, actualmente Mpumalanga. En octubre, abandonó Sudáfrica en un buque de guerra holandés, el De Gelderland, enviado por la Reina Gullermina de los Países Bajos, que simplemente ignoró el bloqueo naval británico a Sudáfrica. Su esposa estaba demasiado enferma para viajar y permaneció en Sudáfrica y murió el 20 de julio de 1901.

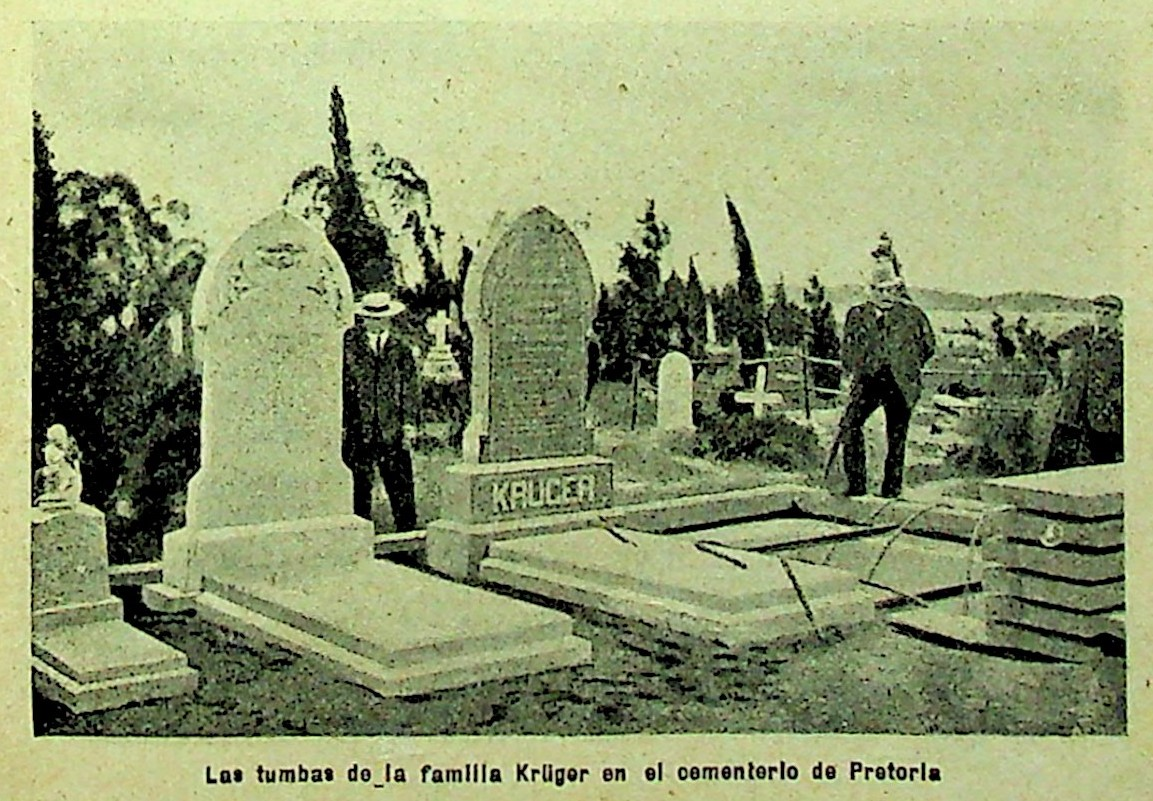
Tumba de Paul Kruger en Pretoria.

Kruger fue a Marsella y permaneció por un tiempo en los Países Bajos, antes de mudarse a Clarens, Suiza, donde murió el 14 de julio de 1904. Fue enterrado en el cementerio Church Street en Pretoria el 16 de diciembre de 1904.

## Apariencia física
Kruger era un hombre de porte grande, con pelo marrón oscuro y ojos marrones. En años posteriores su pelo fue el blanco nevado. Llevó barba, pero nunca bigotes. Iba generalmente vestido con una levita negra y con sombrero de copa. Nunca lejos de su pipa, era un fumador empedernido. La imagen de Kruger con su sombrero de copa y levita, fumando su pipa fue usada con gran efecto durante la Guerra Anglo-Bóer por los caricaturistas británicos.

## Legado
Su antigua residencia en Pretoria es ahora el Museo Kruger House.
En la plaza de la Iglesia, Pretoria, se erige una estatua de Kruger en vestimenta formal.
El Parque Nacional Kruger es llamado así en su honor, así como la moneda Krugerrand, que exhibe su retrato en el anverso. 
Los nazis usaron su biografía para una de los más crueles películas propagandísticas antibritánicas, La espléndida aventura de Ohm Krüger, dirigida por Hans Steinhoff en 1940/41.

Una conocida marca de cigarrillos Española de las islas canarias lleva su nombre y su efigie en el paquete desde hace más de sesenta años.